# Robin Brüseke
Robin Brüseke (* 14. September 1993 in Paderborn) ist ein deutscher Fußballtorhüter.

## Karriere
Brüseke spielte in der Jugend für den FC Hövelriege, den FC Stukenbrock und ab der U-13 für den SC Paderborn 07. Seit 2012 steht er beim SC Verl unter Vertrag, für den er bis zur Saison 2020/21 142 Pflichtspiele absolvierte. Dabei lief er neben der Regionalliga West auch im Westfalen- und DFB-Pokal für den Verein auf. 2015 erreichte Brüseke mit dem Verein das Finale um den Westfalenpokal, das gegen die Sportfreunde Lotte verloren wurde.
Im DFB-Pokal erreichte Brüseke in der Saison 2019/20 das Achtelfinale, in dem seine Mannschaft am Bundesligisten 1. FC Union Berlin scheiterte. In der Regionalliga-Saison 2019/20 wurde Brüseke mit dem SC Verl Vizemeister hinter dem SV Rödinghausen. Da Rödinghausen keine Lizenz für die 3. Liga beantragte, rückten die Verler zu den Aufstiegsspielen gegen den 1. FC Lokomotive Leipzig nach. Beide Spiele endeten unentschieden, so dass schließlich die Auswärtstorregel den Verlern den Aufstieg in die 3. Liga brachte. Sein Profidebüt feierte Brüseke am 19. September 2020 beim 1:1 seiner Mannschaft im Spiel beim SV Wehen Wiesbaden.
Im Juli 2022 wechselte Brüseke zu Rot Weiss Ahlen, nachdem er seinen Stammplatz im Tor der Verler verloren hatte. Mit den Ahlenern stieg er zwei Jahre später aus der Regionalliga West ab und wechselte daraufhin zum Westfalenligisten SC Peckeloh.

## Auszeichnungen
Robin Brüseke wurde im Frühjahr 2024 in die Jahrhundertelf des SC Verl gewählt.